# Tarkő (Székelyföld)
Tarkő egy elpusztult település Erdélyben, a Székelyföldön, a ma Hargita megyéhez tartozó Csíkszentdomokos határában.

## Története
A települést 1333-ban Torku, majd 1334-ben Torkov néven említik a pápai tizedjegyzékben. Ekkor a templomnak plébániatemploma volt, papját Miklósnak hívták. 
A települést ezt követően többet nem említik, templomával együtt nyomtalanul eltűnt. Valószínűleg azonban az egykori település nevét őrzi a Csíkszentdomokos fölötti Tarkő-havas, amelynek fennsíkján állhatott a templom is. Ezt alátámasztja az a tény is, hogy a Tarkő-havas a kommunista hatalomátvételig egyházi birtok volt, melyet a csíkkarcfalvi plébánia birtokolt.
Beke Antal a következőket írja a településről: "Torku, Tarkő, ma már nem létező község, de a név, mint helységnév fennmaradott; Csík-Szent-Domokos közelében így lévén nevezve azon hegyoldal egy része, melyből a Maros és Olt vizei erednek, e hegyoldal lehetett a hasonnevű falu, melynek papja, Miklós 1333-ban 2 garast, ismét 10 régi banálist, 1334-ben pedig 6 régi banálist fizetett."